# Bartalos Béla
Bartalos Béla (Polgárdi, 1948. július 6. –) válogatott kézilabdázó, kapus. 1979-ben megválasztották az év magyar kézilabdázójává.

## Pályafutása
A kézilabda alapjaival az általános iskolában ismerkedett meg. 16 éves korától kezdett el komolyabban foglalkozni ezzel a sportággal Székesfehérváron, a József Attila Gimnáziumban.
A VT Vasas csapatával feljutott az NBII-be.
Székesfehérváron játszott 10 évig a Honvéd Szondi SE csapatában. A Szondi játékosaként lett válogatott. 
Tatabányára igazolt, itt játszott 4 évig, majd Veszprémben fejezte be pályafutását,  1984-ben.
Három olimpián, négy világbajnokságon vett részt. 
Világválogatott és háromszázhuszonötszörös magyar válogatott kézilabda kapus.
1970-ben volt először világbajnokságon Franciaországban, ahol 8. helyezést értek el.
1974-ben a magyar válogatottal hetedik helyen végzett a világbajnokságon.
1978-ban Dániában rendezték meg a világbajnokságot, ott 9. helyen végzett a magyar csapat.
1982-ben ismét a kilencedik helyen zártak a magyarok.
1972-ben Münchenben rendezték meg az olimpiát, 8. helyezést ért el a magyar csapat tagjaként.
1976-ban Montreal ad otthont az olimpiai játékoknak, itt a magyar csapattal a 6. helyen végeztek.
1979-ben az év játékosává választják Magyarországon.
Az 1980-as olimpián a 4. helyezést érték el Moszkvában. Mind a 6 mérkőzést végigvédte, még büntető hárításra sem tettek fel cserekapust, ez a maga nevében világcsúcsnak számít. 1980-ban lett világválogatott.
Az 1984-es lett volna a negyedik olimpia, amin részt vesz, de politikai okok miatt a magyarok nem jutottak ki, pedig valós esélyük volt érmet szerezni, a csapat favoritnak számított.

## Munkássága
Visszavonulása után azonnal edzősködésbe kezdett. 1984-ben a kuvaiti Jahra ajánlatára mondott igent. Az első felvonás öt évig tartott, majd hazatérve két éven keresztül a Bakony Vegyész akkor még működő női csapatát irányította. 1991-ben visszatért Kuvaitba, s 1996-ig a Jahra-nál folytatta munkáját. 1998-ban a kuvaiti Quadsiáért felelt. Felnőtt és utánpótlás edző egy személyben, a nulláról kellett felépítenie a szakosztályt. Kinn tartózkodása ideje alatt az arab nyelvet is elsajátította.
2001-ben felkerült a Sportcsillagok falára.
2006-ban, hazatérve a Szentendre NB I/B-ben szereplő, igen fiatal játékosokból álló csapatának vezető edzői posztját vállalta el.
Dolgozott a Veszprémi Női kézilabda csapatnál és a Siófok KC-nál is.
2020-ig az utánpótlás válogatottak kapusedzője és a Nemzeti Kézilabda Akadémián edzősködik 2013 óta.  
Balatonalmádiban él, és saját, egyedülállóan felszerelt tornatermében tart különedzéseket kapusok számára, és gondoskodik leendő kapusok képzéséről.
2021-ben beválasztották a Hírességek csarnokába is.
Szülővárosa, Polgárdi díszpolgárává választották, házasságából két gyermeke született.
Feleségével, Bartalosné Csák Judittal mozgássérültek és sportolók rehabilitációját egyedülálló módon végzik. Rendkívüli eredményeket érnek el ezen a területen is, módszerük lényegesen lerövidíti  a regeneráció és a pályára történő visszatérés idejét.

## Díjai, elismerései
- magyar fair play diploma (2016)[2]